# Fool for Your Loving
„Fool for Your Loving“ (на български: Оглупял за любовта ти) е песен на английската хардрок група Уайтснейк. Композицията се превръща в едно от емблематичните произведения за групата добивайки статус на световна рок класика.
Първоначално песента е записана през 1980 година. Написана е от Дейвид Ковърдейл, Мики Мууди и Бърни Марсдън за водеща песен в албума Ready an` Willing (1980). Същата година е издадена като пилотен сингъл и веднага влиза в класациите на Великобритания и САЩ.
През 1989 година, „Fool for Your Loving“ е записана отново с известна промяна в звученето и с участието на китариста Стийв Вай. Включена е в дългосвирещия албум Slip of the Tongue (1989). Направено е и повторно издаване на сингъл с новия аранжимент, който достига до №2 в американската класация. През тази година е заснет и музикален видеоклип.

## Сингъл (1980)
1. Fool For Your Loving – 4:18
2. Mean Business – 3:48
3. "Don't Mess With Me" – 3:25

## Сингъл (1989)
1. Fool For Your Loving – 4:10
2. Slow Poke Music – 3:59

## Музиканти (1980)
- Дейвид Ковърдейл – вокали
- Мики Мууди – китари
- Бърни Марсдън – китари
- Нийл Мъри – бас
- Джон Лорд – клавишни
- Иън Пейс – барабани

## Музиканти (1989)
- Дейвид Ковърдейл – вокали
- Стийв Вай – китари
- Адриан Ванденберг – китари
- Руди Сарсо – бас
- Томи Олдридж – барабани